# Vela Viareggio
L’ A.S.D Sporting Club Vela Basket Viareggio è una società di pallacanestro con sede a Camaiore (provincia di Lucca). Fondata nel 1946, vanta come migliori risultati la partecipazione a due campionati di massima serie e la vittoria del trofeo del campionato cadetto.; attualmente milita nella Divisione Regionale 1, la sesta divisione del campionato italiano, ex serie D.
I colori sociali sono il bianco e il nero.

## Storia
Ha militato nel massimo campionato di Serie A 1950-1951 e Elette Serie A 1956-1957 per ben due stagioni. Nella stagione di Serie A 1955-56 si laurea Campione di Italia di Serie A  battendo la Pallacanestro Cantù,  vincendo il piccolo scudetto. Sono otto invece i campionati cadetti di secondo livello, ultimo dei quali nel 1973-1974. Gli anni '80 vedono retrocedere in campionati di serie C ed inferiori, senza ritornare al momento ai fasti di un tempo.
Formazione Sport Vela Viareggio: Chimenti, Luporini, Pieraccini, Lyssi, Soppelsa, Pieraccini, Dowty, Novani, Casaccia, Fiorani, Maffei. Coach: Giacomo Parodi
Formazione Pallacanestro Cantù: Cappelletti, Cernusoni, Marsan, Sala, Pozzi, Ronchetti, Rogato, Curcio, Pinto, Lietti, Marelli. Coach: Isidoro Marsan

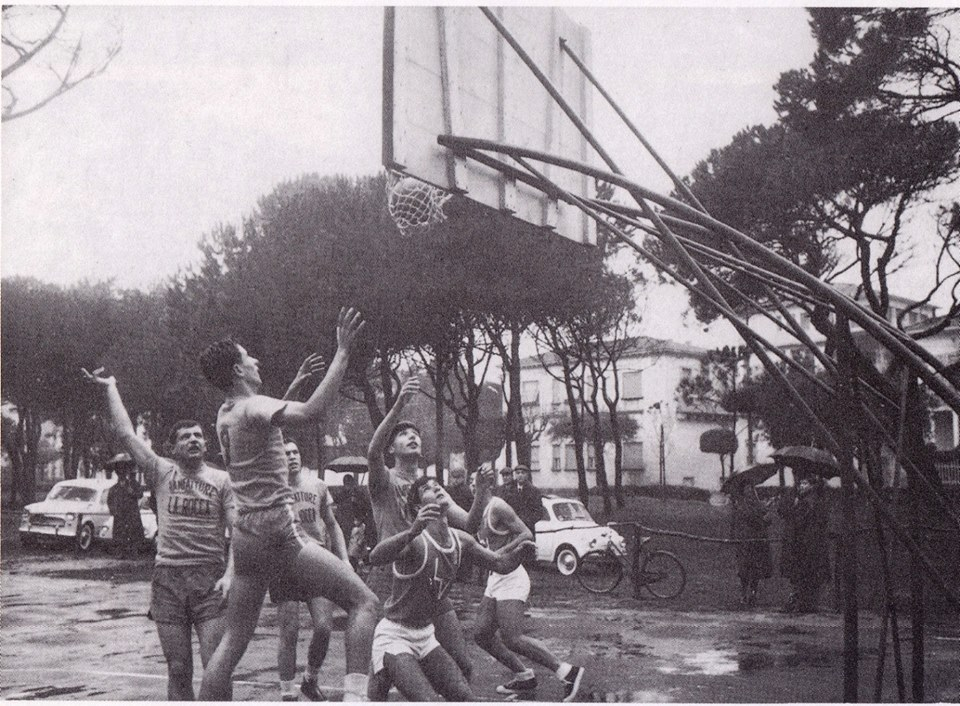
Campo basket Piazza Piave 1965

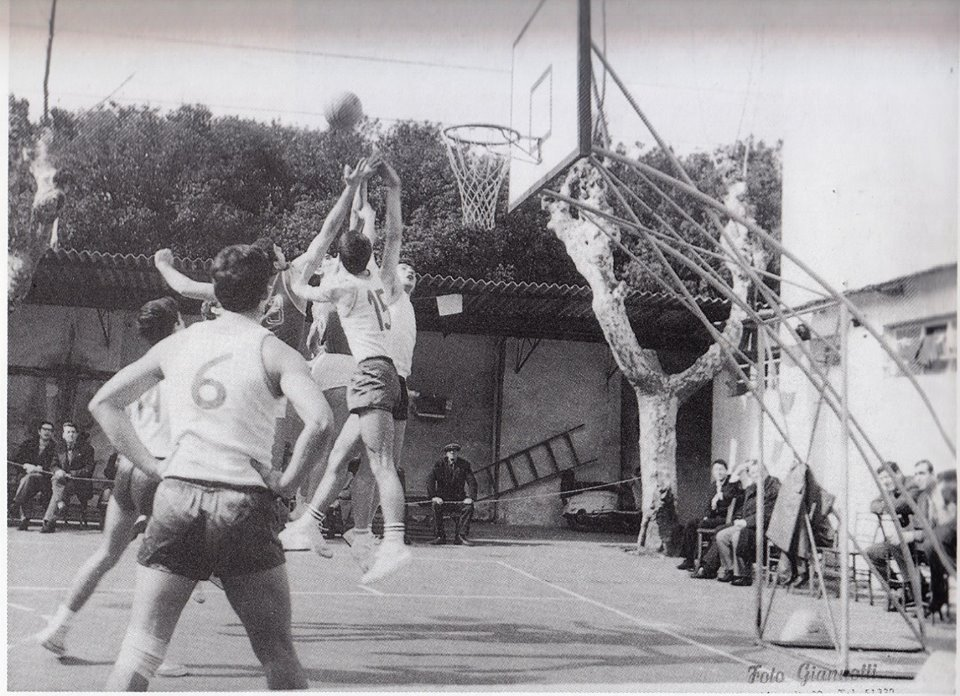
Campo basket Piazza Piave Pretini 1965

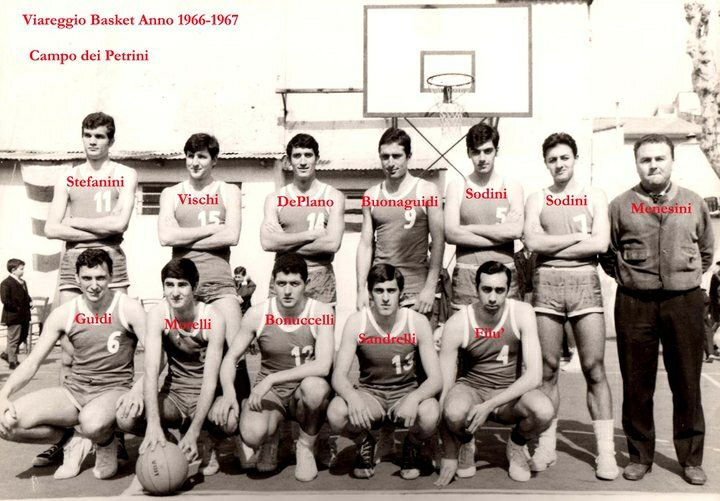
Labor 1966-67

| Cantù 4 marzo 1956 | Pall. Cantù | 79 – 60 | Vela Viareggio |  |

| Viareggio 11 marzo 1956 | Vela Viareggio | 89 – 61 | Pall. Cantù |  |

| Genova 18 marzo 1956 | Vela Viareggio | 53 – 39 | Pall. Cantù |  |

## Cronistoria
| Stagione | Denominazione | Categoria                                 | Piazzamento                                                                                 |
| -------- | ------------- | ----------------------------------------- | ------------------------------------------------------------------------------------------- |
| 1946-47  | Assi          | Prima Divisione Toscana                   |                                                                                             |
| 1947-48  | Assi          | Prima Divisione Toscana                   |                                                                                             |
| 1948-49  | Assi          | Serie C                                   | 2° nel gruppo 5 Ripescato in serie B                                                        |
| 1949-50  | Assi          | Serie B                                   | 1º nel girone A, Promosso in Serie A                                                        |
| 1950-51  | Assi          | Serie A                                   | 13° Retrocesso in Serie B                                                                   |
| 1951-52  | Sport Vela    | Serie B                                   | 7° nel Girone A                                                                             |
| 1952-53  | Sport Vela    | Serie B                                   | 3° nel Girone C                                                                             |
| 1953-54  | Sport Vela    | Serie B                                   | 1° nel Girone C                                                                             |
| 1954-55  | Sport Vela    | Serie B                                   | 3° nel Girone C, Promosso in Serie A                                                        |
| 1955-56  | Sport Vela    | Serie A                                   | 1° nel Girone B, Promosso in Elette vince il piccolo scudetto (1º titolo)                   |
| 1956-57  | Vela          | Elette                                    | 12°, Retrocesso in Serie A                                                                  |
| 1957-58  | Sport Vela    | Serie A                                   | 9º nel girone B Retrocesso in Serie B                                                       |
| 1958-59  | Labor         | Serie B                                   | Retrocesso in Serie C                                                                       |
| 1959-60  | Labor         | Serie C                                   |                                                                                             |
| 1960-61  | Labor         | Serie C                                   |                                                                                             |
| 1961-62  | Labor         | Serie C                                   | Promosso in Serie B                                                                         |
| 1962-63  | Labor         | Serie B                                   | 7º nel girone Toscano                                                                       |
| 1963-64  | Labor         | Serie B                                   | 8º nel girone Toscano                                                                       |
| 1964-65  | Labor         | Serie B                                   | Girone Toscano                                                                              |
| 1965-66  | Labor         | Serie C                                   | 5° nel Girone E                                                                             |
| 1966-67  | Labor         | Serie C                                   | Retrocesso in Serie D                                                                       |
| 1967-68  | Labor         | Serie D                                   | Promosso in Serie C                                                                         |
| 1968-69  | Labor         | Serie C                                   | 11° nel Girone A, Retrocesso in Serie D                                                     |
| 1969-70  |               | Serie D                                   |                                                                                             |
| 1970-71  |               | Serie D                                   | Promosso in Serie C                                                                         |
| 1971-72  | Fiorella      | Serie C                                   | 7º nel girone C.                                                                            |
| 1972-73  | Betti         | Serie C                                   | 2º nel girone C. Promosso in Serie B                                                        |
| 1973-74  | Betti         | Serie B                                   | 12° nel Girone A Riammesso in Serie B                                                       |
| 1974-75  | Betti         | Serie B                                   | 5° nel Girone E Retrocesso in Serie C                                                       |
| 1975-76  |               | Serie C                                   |                                                                                             |
| 1976-77  |               | Serie C                                   |                                                                                             |
| 1977-78  |               | Serie C                                   |                                                                                             |
| 1978-79  |               | Serie C                                   | Promosso in Serie B                                                                         |
| 1979-80  |               | Serie B                                   | 8º nel girone B Retrocesso in Serie C                                                       |
| 2001-02  | Vela          | Serie C-2                                 |                                                                                             |
| 2002-03  | Vela          | Serie C-2                                 | Retrocesso in Serie D                                                                       |
| 2003-04  | Vela          | Serie D                                   |                                                                                             |
| 2004-05  | Vela          | Serie D                                   |                                                                                             |
| 2005-06  | Vela          | Serie D                                   |                                                                                             |
| 2006-07  | Vela          | Serie D                                   |                                                                                             |
| 2007-08  | Vela          | Serie D                                   | 1°, Promosso in Serie C regionale                                                           |
| 2008-09  | Vela          | Serie C regionale (ex C-2)                | 5°, perde la finale play-off con Venturina.                                                 |
| 2009-10  | Vela          | Serie C regionale                         | 5°.                                                                                         |
| 2010-11  | Vela          | Serie C regionale                         | 16°, Retrocesso in Serie D.                                                                 |
| 2011-12  | Vela          | Serie D girone B                          | 10°                                                                                         |
| 2012-13  | Vela          | Serie D girone B                          | 11°                                                                                         |
| 2013-14  | Vela          | Serie D girone A                          | 7°                                                                                          |
| 2014-15  | Vela          | Serie D girone A                          | 9°                                                                                          |
| 2015-16  | Vela          | Serie D girone A                          | 6° Ripescato in Serie C regionale silver                                                    |
| 2016-17  | Vela          | Serie C regionale silver A                | 11° si salva ai play-out contro U. Livorno                                                  |
| 2017-18  | Vela          | Serie C regionale silver A                | 14° Retrocesso in Serie D.                                                                  |
| 2018-19  | Vela          | Serie D regionale girone B                | 14°                                                                                         |
| 2019-20  | Vela          | Serie D regionale girone B                | 5ª Stagione annullata a causa della pandemia COVID-19 Ripescato in Serie C regionale silver |
| 2020-21  | Vela          | Serie C regionale silver girone A         | Stagione annullata a causa della pandemia COVID-19                                          |
| 2021-22  | Vela          | Serie C regionale silver girone UNICO     | 16° Retrocesso in Serie D.                                                                  |
| 2022-23  | Vela          | Serie D regionale girone B                | 14º Retrocesso e successivamente Ripescato                                                  |
| 2023-24  | Vela          | Divisione Regionale 1 (ex Serie D) gir. A | 11º Retrocesso e successivamente Ripescato                                                  |
| 2024-25  | Vela          | Divisione Regionale 1 girone A Ovest      | 12º                                                                                         |

## Strutture
- 1946-1959 Bertabello (attuale Liceo Scientifico)
- 1960-1970 Pretini (Piazza Piave)
- 1971-2016 PalaBarsacchi (coperto)
- 2016-     Palasport Camaiore
- 2021-     Tensostruttura Massimo Colombi Viareggio

## Palmarès

### Competizioni nazionali
- Serie A: 1

Campione d'Italia  1955-56 II Livello piccolo scudetto
- Serie B: 1

1949-50 girone A II Livello

## Statistiche

### Partecipazioni ai campionati nazionali
| Livello | Categoria       | Partecipazioni | Debutto | Ultima stagione | Totale |
| ------- | --------------- | -------------- | ------- | --------------- | ------ |
| 1º      | Serie A         | 1              | 1950-51 | 1950-51         | 2      |
| 1º      | Elette          | 1              | 1956-57 | 1956-57         | 2      |
| 2º      | Serie B         | 5              | 1949-50 | 1954-55         | 8      |
| 2º      | Serie A         | 2              | 1955-56 | 1957-58         | 8      |
| 2º      | Serie B         | 1              | 1973-74 | 1973-74         | 8      |
| 3º      | Serie C         | 1              | 1948-49 | 1948-49         | 12     |
| 3º      | Serie B         | 4              | 1958-59 | 1964-65         | 12     |
| 3º      | Serie C         | 5              | 1965-66 | 1972-73         | 12     |
| 3º      | Serie B         | 2              | 1974-75 | 1979-80         | 12     |
| 4º      | Prima Divisione | 2              | 1946-47 | 1947-48         | 18     |
| 4º      | Serie C         | 3              | 1959-60 | 1961-62         | 18     |
| 4º      | Serie D         | 3              | 1967-68 | 1970-71         | 18     |
| 4º      | Serie C         | 4              | 1975-76 | 1978-79         | 18     |
| 4º      | Serie C1        | 6              | 1980-81 | 1986-87         | 18     |